# North Enid
North Enid és un poble dels Estats Units a l'estat d'Oklahoma. Segons el cens del 2000 tenia 796 habitants.

## Demografia
Segons el cens del 2000, North Enid tenia 796 habitants, 302 habitatges, i 244 famílies. La densitat de població era de 136 habitants per km².
Dels 302 habitatges en un 33,1% hi vivien nens de menys de 18 anys, en un 75,2% hi vivien parelles casades, en un 3,3% dones solteres, i en un 18,9% no eren unitats familiars. En el 17,2% dels habitatges hi vivien persones soles el 10,6% de les quals corresponia a persones de 65 anys o més que vivien soles. El nombre mitjà de persones vivint en cada habitatge era de 2,64 i el nombre mitjà de persones que vivien en cada família era de 2,97.
Per edats la població es repartia de la següent manera: un 24,6% tenia menys de 18 anys, un 5,5% entre 18 i 24, un 25,4% entre 25 i 44, un 29,5% de 45 a 60 i un 14,9% 65 anys o més.
L'edat mediana era de 42 anys. Per cada 100 dones de 18 o més anys hi havia 93,5 homes.
La renda mediana per habitatge era de 47.212 $ i la renda mediana per família de 51.667 $. Els homes tenien una renda mediana de 33.000 $ mentre que les dones 21.484 $. La renda per capita de la població era de 18.416 $. Entorn del 4,8% de les famílies i el 5,5% de la població estaven per davall del llindar de pobresa.

## Poblacions més properes
El següent diagrama mostra les poblacions més properes.